# Oliarus
Oliarus är ett släkte av insekter. Oliarus ingår i familjen kilstritar.

## Dottertaxa tillOliarus, i alfabetisk ordning[1]
- Oliarus abyssinica
- Oliarus acaciae
- Oliarus acuminata
- Oliarus acuticeps
- Oliarus adonis
- Oliarus adusta
- Oliarus aethiops
- Oliarus agnata
- Oliarus agrippa
- Oliarus agusani
- Oliarus alabanda
- Oliarus alastor
- Oliarus albata
- Oliarus albiziae
- Oliarus albomaculata
- Oliarus alexanor
- Oliarus ampijorensis
- Oliarus anamalaii
- Oliarus andobensis
- Oliarus andradana
- Oliarus angsensis
- Oliarus angusticeps
- Oliarus annandalei
- Oliarus apicalis
- Oliarus arida
- Oliarus ariston
- Oliarus arizonensis
- Oliarus artemisiae
- Oliarus asaica
- Oliarus atkinsae
- Oliarus atricollis
- Oliarus azrak
- Oliarus bahardari
- Oliarus bahtiarica
- Oliarus bakeri
- Oliarus balachowskyi
- Oliarus bantuana
- Oliarus beebei
- Oliarus bidiensis
- Oliarus bifida
- Oliarus bilineata
- Oliarus bimaculata
- Oliarus bingervillei
- Oliarus bizonata
- Oliarus bohemani
- Oliarus bomansi
- Oliarus boninensis
- Oliarus borbonica
- Oliarus borneensis
- Oliarus brachycephala
- Oliarus brevilinea
- Oliarus brunnistigmata
- Oliarus buruana
- Oliarus busoensis
- Oliarus caldwelli
- Oliarus californica
- Oliarus camilla
- Oliarus campestris
- Oliarus canyonensis
- Oliarus capeneri
- Oliarus carolinensis
- Oliarus cashatti
- Oliarus caudata
- Oliarus chiangi
- Oliarus chiluvoensis
- Oliarus chipetana
- Oliarus chiriquensis
- Oliarus chirundensis
- Oliarus cinerea
- Oliarus cingalensis
- Oliarus cinnamonea
- Oliarus clipealis
- Oliarus cocosivora
- Oliarus concinnula
- Oliarus consimilis
- Oliarus convergens
- Oliarus courtoisi
- Oliarus cuspidatus
- Oliarus damasi
- Oliarus decempunctata
- Oliarus diabolcula
- Oliarus difficilis
- Oliarus dimidiata
- Oliarus dindefelloi
- Oliarus dingkana
- Oliarus discrepans
- Oliarus dispar
- Oliarus distanti
- Oliarus djurumi
- Oliarus doddi
- Oliarus elevata
- Oliarus elongata
- Oliarus elvina
- Oliarus eryx
- Oliarus euphorbiae
- Oliarus euziensis
- Oliarus excelsa
- Oliarus exigua
- Oliarus exoptata
- Oliarus fasciolata
- Oliarus fici
- Oliarus fida
- Oliarus filicicola
- Oliarus flavescens
- Oliarus flavifrons
- Oliarus flavipes
- Oliarus florifontis
- Oliarus fluvida
- Oliarus formosa
- Oliarus formosana
- Oliarus franciscana
- Oliarus fuligo
- Oliarus fulva
- Oliarus furcata
- Oliarus fuscipennis
- Oliarus fuscipes
- Oliarus fuscisignata
- Oliarus fusconebulosus
- Oliarus garambaensis
- Oliarus geniculata
- Oliarus giffardi
- Oliarus goae
- Oliarus granulata
- Oliarus greeni
- Oliarus grossipennis
- Oliarus guibensis
- Oliarus habeckorum
- Oliarus hachijonis
- Oliarus hackeri
- Oliarus haleakalae
- Oliarus halehaku
- Oliarus halemanu
- Oliarus harimaensis
- Oliarus haupti
- Oliarus hesperia
- Oliarus hevaheva
- Oliarus hirta
- Oliarus hispanica
- Oliarus hodgarti
- Oliarus hopponis
- Oliarus horishana
- Oliarus hottentotta
- Oliarus hsui
- Oliarus humeralis
- Oliarus humilis
- Oliarus hyalina
- Oliarus hyalinipennis
- Oliarus iguchii
- Oliarus immaculata
- Oliarus impedita
- Oliarus inaequalis
- Oliarus incerta
- Oliarus incisa
- Oliarus incompleta
- Oliarus inconstans
- Oliarus indica
- Oliarus inermis
- Oliarus insetosa
- Oliarus insignior
- Oliarus instabilis
- Oliarus intermedia
- Oliarus interrupta
- Oliarus intertecta
- Oliarus jubana
- Oliarus kagoshimensis
- Oliarus kahavalu
- Oliarus kaiulani
- Oliarus kalalensis
- Oliarus kampaspe
- Oliarus kanakana
- Oliarus kaohinani
- Oliarus kaonohi
- Oliarus kasachstanica
- Oliarus kaszabiana
- Oliarus kauaiensis
- Oliarus kaumuahona
- Oliarus kempeneeri
- Oliarus kempi
- Oliarus kenyensis
- Oliarus kibuyana
- Oliarus kieferi
- Oliarus kierpurensis
- Oliarus kindli
- Oliarus kirkaldyi
- Oliarus knullorum
- Oliarus koae
- Oliarus koanoa
- Oliarus koele
- Oliarus kulana
- Oliarus kurseongensis
- Oliarus lacteipennis
- Oliarus lactescens
- Oliarus laelaps
- Oliarus laertes
- Oliarus lanaiensis
- Oliarus laratensis
- Oliarus laticeps
- Oliarus latifrons
- Oliarus latipennis
- Oliarus lawitensis
- Oliarus liberiana
- Oliarus lihue
- Oliarus likelike
- Oliarus lilinoe
- Oliarus limbata
- Oliarus limiticola
- Oliarus linnavuorii
- Oliarus longicauda
- Oliarus longipennis
- Oliarus longula
- Oliarus lubra
- Oliarus lucida
- Oliarus lucidipes
- Oliarus lugubris
- Oliarus lunata
- Oliarus lutescens
- Oliarus maculifrons
- Oliarus maculipennis
- Oliarus maculosa
- Oliarus madrasensis
- Oliarus major
- Oliarus majungensis
- Oliarus makaala
- Oliarus malayensis
- Oliarus mameti
- Oliarus manbhumensis
- Oliarus marlieri
- Oliarus mashonana
- Oliarus masinissa
- Oliarus massaica
- Oliarus mauiensis
- Oliarus mauritiensis
- Oliarus medanica
- Oliarus mediafricana
- Oliarus melanochaeta
- Oliarus mendax
- Oliarus microstyla
- Oliarus minuscula
- Oliarus minuta
- Oliarus minvarias
- Oliarus minyarias
- Oliarus mlanjensis
- Oliarus modesta
- Oliarus modica
- Oliarus mogoponipae
- Oliarus montana
- Oliarus monticola
- Oliarus morai
- Oliarus mori
- Oliarus morobensis
- Oliarus muiri
- Oliarus myoporicola
- Oliarus nairobienis
- Oliarus nanyukii
- Oliarus nemea
- Oliarus nemoricola
- Oliarus neomorai
- Oliarus neotarai
- Oliarus nigro-alutacea
- Oliarus nigrofurcata
- Oliarus nigronervata
- Oliarus nigrosignata
- Oliarus niligiriensis
- Oliarus nitens
- Oliarus niuginiensis
- Oliarus nosibeana
- Oliarus nubigena
- Oliarus nuwarae
- Oliarus obscura
- Oliarus ocyrrhoe
- Oliarus ogasawarensis
- Oliarus okinawensis
- Oliarus olympa
- Oliarus omani
- Oliarus opuna
- Oliarus orbona
- Oliarus orithyia
- Oliarus orono
- Oliarus oryzae
- Oliarus oryzicola
- Oliarus pachyceps
- Oliarus pahangensis
- Oliarus pallidifrons
- Oliarus pallidiola
- Oliarus paludicola
- Oliarus panzeri
- Oliarus patrizii
- Oliarus pattersoni
- Oliarus pele
- Oliarus penrissensis
- Oliarus petasata
- Oliarus phelia
- Oliarus pictura
- Oliarus pima
- Oliarus pinicolu
- Oliarus placita
- Oliarus pleone
- Oliarus pluvialis
- Oliarus polyphema
- Oliarus pondolandensis
- Oliarus priola
- Oliarus procellaris
- Oliarus proimpedita
- Oliarus prolongula
- Oliarus propia
- Oliarus propior
- Oliarus pseudoballista
- Oliarus pseudofrontalis
- Oliarus pundaloyensis
- Oliarus putoni
- Oliarus pygmaea
- Oliarus quadricincta
- Oliarus quinquelineata
- Oliarus ramiferens
- Oliarus reducta
- Oliarus remansor
- Oliarus renki
- Oliarus ropotama
- Oliarus runingensis
- Oliarus ryukyucola
- Oliarus sabahensis
- Oliarus saccharicola
- Oliarus salazarica
- Oliarus sanctiphilippi
- Oliarus scalena
- Oliarus scylla
- Oliarus sementina
- Oliarus senegalensis
- Oliarus serenjei
- Oliarus shiaoi
- Oliarus similis
- Oliarus simlae
- Oliarus simplex
- Oliarus singularis
- Oliarus sinica
- Oliarus siporiensis
- Oliarus slossoni
- Oliarus somaliensis
- Oliarus sordida
- Oliarus speciosa
- Oliarus spinosa
- Oliarus splendidula
- Oliarus sponsa
- Oliarus stigma
- Oliarus stylidentata
- Oliarus subnubila
- Oliarus subpunctata
- Oliarus sudanica
- Oliarus sulawesiensis
- Oliarus sumbensis
- Oliarus swazica
- Oliarus swezeyi
- Oliarus tabrobanensis
- Oliarus talunia
- Oliarus tamangensis
- Oliarus tangira
- Oliarus tantala
- Oliarus tanzanica
- Oliarus tappana
- Oliarus tarai
- Oliarus tasmani
- Oliarus testacea
- Oliarus texana
- Oliarus thekkadiensis
- Oliarus trachas
- Oliarus transitoria
- Oliarus tristis
- Oliarus troas
- Oliarus truncata
- Oliarus tsoui
- Oliarus turae
- Oliarus undabunda
- Oliarus vafer
- Oliarus waialeale
- Oliarus wailupensis
- Oliarus walkeri
- Oliarus wazae
- Oliarus velox
- Oliarus venosa
- Oliarus venusia
- Oliarus vicaria
- Oliarus villosa
- Oliarus vitrea
- Oliarus vittata
- Oliarus yangi
- Oliarus zairensis
- Oliarus zercanus
- Oliarus zimbabwei